# 台北市立中山女子高級中学
台北市立中山女子高級中学（ちゅうざん/ヂョンシャンこうきゅうちゅうがく、ピンイン：Zhōngshān、注音: ㄓㄨㄥˉㄕㄢˉ、Taipei Municipal Zhong Shan Girls High School）は、台湾台北市中山区にある全日制女子高。前身は1897年に設置された「台湾総督国語学校第一附属学校女子分教場」まで遡ることができ、台湾における女子教育の嚆矢である。日本の女学校時代の伝統を継承し、現在でも台湾屈指の女子教育機関として地位を獲得している。
制服にも特徴がある。学生は白いブラウス姿より「白衣」と俗称され、また女学校時代からの伝統の肩掛け式の通学カバンも有名であり、2004年に廃止が検討された際には台湾のニュースで取り上げられるなどの社会現象を引き起こしている。
大倉三郎が設計した戦前の校舎は1997年に直轄市定古蹟に、修澤蘭が設計した戦後の校門と大講堂も2022年に市の歴史建築に登録された。

## 沿革
| 年     | 月日    | 事跡 |
| ------ | ------- | --- |
| 1897年 | 4月     | 「台湾総督国語学校第一附属学校女子分教場」として士林陳紅九宅で開校 甲組年長班1クラス、乙組年幼班一クラス、学生数37人でスタート |
| 1898年 | 10月1日 | 「台湾総督府国語学校第三附属学校」と改称 通称「士林女学校」として台湾唯一の女子教育機関となる                                  |
| 1902年 | -       | 「台湾総督府国語学校第二附属学校」と改称                                                                                       |
| 1909年 | -       | 艋舺公学校へ移転 |
| 1910年 | -       | 「台湾総督府国語学校附属女学校」と改称                                                                                         |
| 1919年 | -       | 「台湾公立台北女子高等普通学校」と改称し、内江街へ移転                                                                         |
| 1920年 | -       | 「台湾公立台北女子高等普通学校」と改称                                                                                         |
| 1921年 | -       | 「台北州立台北女子高等普通学校」と改称                                                                                         |
| 1922年 | -       | 「台北州立台北第三高等女学校」と改称                                                                                           |
| 1945年 | 12月8日 | 「台湾省立台北第二女子中学」と改称                                                                                             |
| 1967年 | -       | 「台北市立中山女子高級中学」と改称                                                                                             |
| 2005年 | -       | 大阪府立住吉高等学校と姉妹校となる                                                                                             |

## 組織
大阪府立住吉高等学校と姉妹校の提携をしている。
12月には、大阪府立住吉高等学校から2年生が中山女子高級中学へスタディーツアーと称して学校訪問し、授業を受けたり放課後には生徒同士で台北市内散策するのが毎年恒例となっている。
また、2月には中山女子高級中学の生徒が大阪府立住吉高等学校へ学校訪問し、交流し大阪市内散策をする。

## 歴代校長
| 区分                | 代            | 氏名       | 任期                          |
| ------------------- | ------------- | ---------- | ----------------------------- |
| 女子文教            | 初代          | 高木平太郎 | 1897年～1898年                |
| 国学附属            | 第2代         | 町田則文   | 1898年～1907年                |
| 国学附属 附属女学校 | 第3代 第4代   | 本荘       | 1908年～1909年 1910年～1918年 |
| 女子高等 第三女学   | 第5代 第6代   | 田川辰一   | 1919年～1922年 1922年～1924年 |
| 第三女学            | 第7代         | 小野正雄   | 1925年～1939年                |
| 第三女学            | 第8代         | 藤谷芳太郎 | 1940年～                      |
| 省立女中 北二女中   | 第9代 第10代  | 鄭英励     | 1945年 1946年～1949年         |
| 北二女中            | 第11代        | 王亜権     | 1950年～1956年                |
| 北二女中 中山女中   | 第12代 第13代 | 石季玉     | 1957年～1966年 1967年～1974年 |
| 中山女中            | 第14代        | 張叔南     | 1975年～1978年                |
| 中山女中            | 第15代        | 呂少卿     | 1979年～1986年                |
| 中山女中            | 第16代        | 梁素霞     | 1987年～1992年                |
| 中山女中            | 第17代        | 陳富貴     | 1993年～1995年                |
| 中山女中            | 第18代        | 林煇       | 1996年～1998年                |
| 中山女中            | 第19代        | 丁亜雯     | 1999年～2006年                |
| 中山女中            | 第20代        | 黃郁宜     | 2006年～2010年                |
| 中山女中            | 第21代        | 楊世瑞     | 2010年～                      |

## 出身有名人

### 台北第三高女
- 陳進（画家）
- 謝娥（医師・理事長・衆議員）
- 鄭玉麗（衆議員）
- 郭林碧蓮（起業家）
- 林氏咲（台南県長夫人）
- 楊許玉燕（画家・台湾画家楊三郎夫人）
- 鍾有妹（台湾作曲家鄧雨賢夫人） ：
- 辜顏碧霞（中国信託会長辜濂松之母）
- 林陳秀鸞（大同企業社長夫人）
- 曾文惠（李登輝夫人）

### 北二女中·中山女高
- 連方瑀（連戦夫人）
- 林文月（作家、日本語翻訳家）
- 陳李婉若（アメリカ・カリフォルニア州の初めての華裔市長）
- 呉倩蓮（女優）
- 陶晶瑩（司会者）
- 何妤玟（タレント）
- 瓊瑤（作家）
- 陳孝萱（女優）
- 朱天文（作家）
- 席慕蓉（エッセイ作家）
- 郝譽翔（小説家）
- 蔡英文（総統）